# Robert Haynes
Robert Haynes (* 27. August 1931 in London, Ontario; † 22. Dezember 1998 in Toronto) war ein kanadischer Genetiker und Biophysiker.
Haynes studierte Mathematik und Physik an der University of Western Ontario (Abschluss 1953) und wurde dort 1957 mit einer Arbeit in der Biophysik unter Anleitung von Alan C. Burton promoviert. Nach Aufenthalten als Postdoc am St. Bartholomew's Hospital Medical College der University of London bei Joseph Rotblat und am Biophysik-Department der University of Chicago wurde er 1964 zum Associate Professor an die University of California, Berkeley berufen. 1968 wurde er Professor und Vorstand des neugeschaffenen Department of Biology an der York University in Toronto, Ontario, Kanada. 
Haynes ist vor allem für seine Pionierleistungen bei der Entdeckung und Erforschung der Mechanismen bekannt, mit denen Zellen Beschädigungen ihrer DNS reparieren können. 
1982 wurde Haynes zum Fellow der Royal Society of Canada (RSC) gewählt. 1988 erhielt er die Flavelle Medaille der RSC und 1995 wurde er Präsident der RSC. 
Weitere Ehrungen sind die Ernennung zum Officer of the Order of Canada (1990) und die Verleihung der Würde eines D. Sc. honoris causa der University of Manitoba 1995.